# Alénya
Alénya là một xã trong vùng hành chính Occitanie, thuộc tỉnh Pyrénées-Orientales, quận Perpignan (quận), tổng La Côte Radieuse. Alénya nằm trên độ cao trung bình là 5 mét trên mực nước biển, có điểm thấp nhất là 3 mét và điểm cao nhất là 18 mét. Xã có diện tích 5,34 km², dân số vào thời điểm 1999 là 2.318 người; mật độ dân số là 434 người/km².

## Thông tin nhân khẩu
| 1962 | 1968 | 1975  | 1982  | 1990  | 1999  | 2006  |
| ---- | ---- | ----- | ----- | ----- | ----- | ----- |
| 661  | 678  | 1.006 | 1.211 | 1.562 | 2.318 | 3.021 |